# Athlétisme à l'Universiade d'été de 1973
Navigation
Moscou 1970 Rome 1975
Les épreuves d'athlétisme de l'Universiade d'été de 1973 se sont déroulées à Moscou, en Union soviétique.

## Podiums

### Hommes
| 100 m | Juris Silovs 10 s 37                                                          | Silvio Leonard 10 s 43                                                                       | Pietro Mennea 10 s 48                                                                                        |   |
| 200 m | Pietro Mennea 20 s 56                                                         | Chris Monk 20 s 70                                                                           | Wardell Gilbreath 20 s 80                                                                                    |   |
| 400 m | Alberto Juantorena 45 s 36                                                    | Semyon Kocher 46 s 32                                                                        | David Jenkins 46 s 39                                                                                        |   |
| 800 m | Yevhen Arzhanov 1 min 46 s 88                                                 | Marcel Philippe 1 min 47 s 29                                                                | Hans-Henning Ohlert 1 min 47 s 51                                                                            |   |
| 1500 m | Frank Clement 3 min 42 s 32                                                   | Tony Waldrop 3 min 42 s 70                                                                   | Reggie McAfee 3 min 43 s 20                                                                                  |   |
| 5 000 m | Mikhail Zhelobovskiy 13 min 41 s 25                                           | Glenn Herold 13 min 41 s 87                                                                  | Valentin Zotov 13 min 46 s 60                                                                                |   |
| 10 000 m | Dane Korica 28 min 48 s 90                                                    | Norman Morrison 28 min 48 s 99                                                               | Patrick Kiingi 28 min 50 s 80                                                                                |   |
| 110 m haies | Berwyn Price 13 s 69                                                          | Anatoliy Moshiashvili 13 s 73                                                                | Thomas Munkelt 13 s 80                                                                                       |   |
| 400 m haies | Dmitriy Stukalov 49 s 62                                                      | Miroslav Kodejš 49 s 94                                                                      | Tadeusz Kulczycki 50 s 50                                                                                    |   |
| 3000 m steeple | Leonid Savelyev 8 min 26 s 49                                                 | Michael Karst 8 min 28 s 32                                                                  | Jan Kondzior 8 min 28 s 66                                                                                   |   |
| 4 × 100 m | États-Unis Thomas Whatley Wardell Gilbreath Larry Brown Steve Riddick 39 s 10 | Union soviétique Aleksandr Zhidkikh Vladimir Lovyetskiy Juris Silovs Vladimir Atamas 39 s 46 | Italie Vincenzo Guerini Luigi Benedetti Sergio Morselli Pietro Mennea 39 s 55                                |   |
| 4 × 400 m | États-Unis Mark Lutz Darwyn Bond Ronald Jenkins Dennis Schultz 3 min 04 s 40  | Royaume-Uni David Jenkins Joe Chivers Stephen Black Stewart McCallum 3 min 05 s 38           | Allemagne de l'Ouest Franz-Josef Gleen Siegfried Götz Wolfgang Druschky Bernd Herrmann 3 min 06 s 11         |   |
| Saut en hauteur | Vladimír Malý 2,18 m                                                          | István Major 2,18 m                                                                          | Vladimir Abramov Enzo Del Forno Csaba Dosa Valentin Gavrilov John Hawkins Robert Joseph Roman Moravec 2,15 m |   |
| Saut à la perche | François Tracanelli 5,42 m                                                    | Yuriy Isakov Terry Porter 5,30 m                                                             | — | — |
| Saut en longueur | Valeriy Pidluzhnyy 8,15 m                                                     | Jean-François Bonhème 7,85 m                                                                 | Hans Baumgartner 7,85 m                                                                                      |   |
| Triple saut | Mikhail Bariban 17,20 m                                                       | Viktor Saneïev 17,00 m                                                                       | Jörg Drehmel 16,76 m                                                                                         |   |
| Lancer du poids | Valeriy Voykin 19,56 m                                                        | Leszek Gajdziński 19,07 m                                                                    | Aleksandr Baryshnikov 19,01 m                                                                                |   |
| Lancer du disque | Viktor Zhurba 61,60 m                                                         | Gunnar Müller 59,72 m                                                                        | Ferenc Tégla 59,48 m                                                                                         |   |
| Lancer du marteau | Valentin Dmitriyenko 72,42 m                                                  | Aleksey Spiridonov 71,82 m                                                                   | Uwe Beyer 71,18 m                                                                                            |   |
| Lancer du javelot | Jānis Zirnis 80,08 m                                                          | Dmitriy Sitnikov 79,65 m                                                                     | Anthony Hall 78,36 m                                                                                         |   |
| Décathlon | Ryszard Skowronek 7 965 pts                                                   | Mykola Avilov 7 903 pts                                                                      | Rudolf Sigert 7 825 pts                                                                                      |   |
| Records et Performances - AR : Record continental (area record) - CR : Record des championnats (championship record) - MR : Record du meeting (meet record) - NR : Record national (national record) - OR : Record olympique (olympic record) - PR : Record paralympique (paralympic record) - PB : Record personnel (personal best) - SB : Meilleure performance personnelle de la saison (season's best) - WL : Meilleure performance mondiale de l'année (world leader) - WJR : Record du monde junior (world junior record) - WR : Record du monde (world record) Circonstances et Conditions - DNF : N'a pas terminé (did not finish) - DNS : N'a pas pris le départ (did not start) - DQ : Disqualification (disqualification) - NM : Aucun essai valable enregistré (No Mark) - Q : Qualifié « directement » au prochain tour (ou à la prochaine compétition), lors d'une compétition majeure, grâce au classement ou à la réalisation des minima (automatic qualifier) - q : Qualifié au prochain tour (ou à la prochaine compétition), lors d'une compétition majeure, grâce au repêchage ou à la réalisation de l'une des meilleures performances parmi celles des « non qualifiés directement » (grâce au meilleur temps ou à la meilleure distance par exemple) (secondary qualifier) |                                                                               |                                                                                              | |   |

### Femmes
| 100 m | Mona-Lisa Pursiainen 11 s 41                                                                        | Elfgard Schittenhelm 11 s 62                                                   | Ellen Stropahl 11 s 63                                                                       |
| 200 m | Mona-Lisa Pursiainen 22 s 39                                                                        | Marina Sidorova 22 s 72                                                        | Ellen Stropahl 22 s 73                                                                       |
| 400 m | Nadezhda Kolesnikova 52 s 04                                                                        | Judy Canty 52 s 82                                                             | Carmen Trustée 53 s 44                                                                       |
| 800 m | Lilyana Tomova 1 min 59 s 52                                                                        | Nijolė Sabaitė 2 min 00 s 19                                                   | Elżbieta Katolik 2 min 00 s 85                                                               |
| 1 500 m | Paola Pigni-Cacchi 4 min 10 s 69                                                                    | Glenda Reiser 4 min 12 s 50                                                    | Tonka Petrova 4 min 13 s 50                                                                  |
| 100 m haies | Grażyna Rabsztyn 13 s 23                                                                            | Annerose Krumpholz 13 s 38                                                     | Natalya Lebedeva 13 s 50                                                                     |
| 4 × 100 m | Union soviétique Tatyana Chernikova Lyudmila Zharkova Marina Sidorova Nadezhda Besfamilnaya 43 s 99 | Pologne Ewa Długołęcka Barbara Bakulin Urszula Styranka Maria Żukowska 44 s 42 | Allemagne de l'Est Annerose Krumpholz Ellen Stropahl Bärbel Struppert Doris Maletzki 44 s 44 |
| Saut en hauteur | Virginia Ioan 1,84 m                                                                                | Jutta Kirst 1,84 m                                                             | Galina Filatova Sara Simeoni 1,81 m                                                          |
| Saut en longueur | Galina Filatova 6,63 m                                                                              | Margarita Treinyté 6,51 m                                                      | Brenda Eisler 6,48 m                                                                         |
| Lancer du poids | Nadezhda Chizhova 20,82 m                                                                           | Elena Stoyanova 18,64 m                                                        | Faina Melnyk 18,31 m                                                                         |
| Lancer du disque | Faina Melnyk 64,54 m                                                                                | Argentina Menis 63,92 m                                                        | Nadezhda Sergeyeva 59,26 m                                                                   |
| Lancer du javelot | Svetlana Korolyova 62,00 m                                                                          | Kate Schmidt 60,34 m                                                           | Lyutvian Mollova 59,04 m                                                                     |
| Pentathlon | Nadezhda Tkachenko 4 629 pts                                                                        | Tatyana Vorokhobko 4 444 pts                                                   | Diane Jones 4 370 pts                                                                        |
| Records et Performances - AR : Record continental (area record) - CR : Record des championnats (championship record) - MR : Record du meeting (meet record) - NR : Record national (national record) - OR : Record olympique (olympic record) - PR : Record paralympique (paralympic record) - PB : Record personnel (personal best) - SB : Meilleure performance personnelle de la saison (season's best) - WL : Meilleure performance mondiale de l'année (world leader) - WJR : Record du monde junior (world junior record) - WR : Record du monde (world record) Circonstances et Conditions - DNF : N'a pas terminé (did not finish) - DNS : N'a pas pris le départ (did not start) - DQ : Disqualification (disqualification) - NM : Aucun essai valable enregistré (No Mark) - Q : Qualifié « directement » au prochain tour (ou à la prochaine compétition), lors d'une compétition majeure, grâce au classement ou à la réalisation des minima (automatic qualifier) - q : Qualifié au prochain tour (ou à la prochaine compétition), lors d'une compétition majeure, grâce au repêchage ou à la réalisation de l'une des meilleures performances parmi celles des « non qualifiés directement » (grâce au meilleur temps ou à la meilleure distance par exemple) (secondary qualifier) | |                                                                                |                                                                                              |

## Tableau des médailles
| Rang  | Nation               | Or | Argent | Bronze | Total |
| ----- | -------------------- | -- | ------ | ------ | ----- |
| 1     | Union soviétique     | 17 | 12     | 9      | 38    |
| 2     | États-Unis           | 2  | 4      | 4      | 10    |
| 3     | Royaume-Uni          | 2  | 3      | 1      | 6     |
| 4     | Pologne              | 2  | 2      | 3      | 7     |
| 5     | Italie               | 2  | 0      | 4      | 6     |
| 6     | Finlande             | 2  | 0      | 0      | 2     |
| 7     | Allemagne de l'Est   | 1  | 3      | 6      | 10    |
| 8     | France               | 1  | 2      | 0      | 3     |
| 9     | Bulgarie             | 1  | 1      | 2      | 4     |
| 10    | Cuba                 | 1  | 1      | 1      | 3     |
| 10    | Tchécoslovaquie      | 1  | 1      | 1      | 3     |
| 10    | Roumanie             | 1  | 1      | 1      | 3     |
| 13    | Yougoslavie          | 1  | 0      | 0      | 1     |
| 14    | Allemagne de l'Ouest | 0  | 2      | 3      | 5     |
| 15    | Canada               | 0  | 1      | 3      | 4     |
| 16    | Hongrie              | 0  | 1      | 1      | 2     |
| 17    | Australie            | 0  | 1      | 0      | 1     |
| 18    | Kenya                | 0  | 0      | 1      | 1     |
| Total | Total                | 34 | 35     | 40     | 109   |